# Yucatán (película de 2026)
Yucatán es una próxima película estadounidense de acción y aventura, escrita por Gareth Dunnet Alcocer, Anthony Peckham, Terry Rossio y Paul Scheuring, y producida por Robert Downey Jr. y su esposa Susan Downey.
La cinta estará basada en un guion escrito por el legendario actor Steve McQueen, y será protagonizada por Robert Downey Jr. Será distribuida por Netflix en colaboración con Team Downey.

## Sinopsis
Basada en las 1.700 páginas escritas por el icónico actor Steve McQueen a finales de 1960, Yucatán cuenta la historia de un experto en salvamento renegado y la búsqueda de un tesoro maya en la Península del Yucatán.

## Elenco
- Robert Downey Jr.[5]
- Steven R. McQueen (rumoreado)

## Producción

### Desarrollo
El proyecto fue escrito por el legendario e icónico actor Steve McQueen. Tras 20 años de desarrollo del proyecto por parte de Chad McQueen, y su amigo de la familia y ejecutivo de Warner Bros, Lance Sloan, el guionista Gareth Dunnet Alcocer fue seleccionado como el guionista principal del proyecto que ahora se encuentra en desarrollo por Netflix. Robert Downey Jr. y su esposa Susan Downey estarán acreditados como productores bajo su empresa productora Team Downey.
La visión de McQueen involucraba una historia sobre la búsqueda de un tesoro maya en la península de Yucatán por parte de un arqueólogo renegado. Los detalles sobre a dónde llevará Dunnet Alcocer la historia están en secreto luego de la muerte del hijo de Steve, Chad McQueen el 11 de septiembre de 2024. El guion fue descubierto años después de la muerte de Steve McQueen en 1980 como parte de una colección de cuadernos que dejó en un par de baúles.
Dunnet Alcocer es el cuarto escritor adjunto después de Paul Scheuring, Anthony Peckham y Terry Rossio, quienes habían estado involucrados en diferentes etapas de desarrollo. La conexión con Netflix llega a través de Dan Lin, el nuevo jefe de cine de la plataforma, que anteriormente se unió como productor en un informe de 2024.

### Elenco
Se espera que Robert Downey Jr. protagonice la cinta. El nieto de Steve McQueen e hijo del difunto Chad McQueen, Steven R. McQueen se ha rumoreado como parte del elenco.

### Rodaje
TBA